# James Joyce Bridge
James Joyce Bridge (irl. Droichead Séamus Seoighe) – most drogowy przebiegający nad rzeką Liffey w Dublinie, stolicy Irlandii. Długość jedynego przęsła mostu wynosi 40 metrów, zbudowano go za pomocą prefabrykowanych profili stalowych i podwieszono na linach pod dwoma łukami ze stali. Został zaprojektowany przez hiszpańskiego architekta Santiago Calatrave, który zaprojektował także Most im. Samuela Becketta (otwarty w roku 2009), mostu nadano imię sławnego irlandzkiego pisarza Jamesa Joyce’a pochodzącego z Dublina. Oficjalne otwarcie nastąpiło 16 czerwca 2003 roku podczas święta Bloomsday obchodzonego ku czci sławnego pisarza.
Całkowity koszt budowy mostu wyniósł 9 milionów euro.